# Gerhard Meier
Pour les articles homonymes, voir Meier.
Gerhard Meier, né à Niederbipp le 20 juin 1917 et mort à Langenthal le 22 juin 2008, est un écrivain suisse. 

## Biographie
Il obtient le prix Heinrich Böll en 1999. Son fonds d'archives se trouve aux Archives littéraires suisses à Berne.

## Œuvres traduites en français
- L’Île des morts [« Toteninsel »], trad. d’Anne Lavanchy, Carouge-Genève, Suisse, Éditions Zoé, 1987, 134 p. (BNF 37472320)
- Borodino [« Borodino »], trad. d’Anne Lavanchy, Carouge-Genève, Suisse, Éditions Zoé, 1989, 117 p. (BNF 37472319)
- La Ballade de la neige [« Die Ballade vom Schneien »], trad. d’Anne Lavanchy, Carouge-Genève, Suisse, Éditions Zoé, 1991, 126 p.  (ISBN 2-88182-082-4)
- Terre des vents [« Land der Winde »], trad. d’Anne Lavanchy, Carouge-Genève, Suisse, Éditions Zoé, 1996, 124 p.  (ISBN 2-88182-252-5)
- Le Canal [« Der schnurgerade Kanal »], trad. d’Anne Lavanchy, Carouge-Genève, Suisse, Éditions Zoé, 2004, 154 p.  (ISBN 2-88182-497-8)
- Habitante des jardins [« Ob die Granatbäume blühen »], trad. de Marion Graf, Carouge-Genève, Suisse, Éditions Zoé, 2008, 156 p.  (ISBN 978-2-88182-626-9)[3]